# Taxi Orange
Taxi Orange is een realityserie in Oostenrijk. Het programma is de Oostenrijkse versie van Big Brother die van start ging op 16 september 2000, precies een jaar na de start van het eerste seizoen Big Brother in de wereld.
Het programma Taxi Orange was anders dan de normale Big Brother versies omdat de kandidaten met een taxi het huis mochten verlaten, het huis van Taxi Orange bevond zich in Wenen.
Het programma is twee seizoenen uitgezonden op de Österreichischer Rundfunk en daarna is het van de televisie verdwenen.